# برونا مارکزینی
برونا مارکزینی (پرتغالی: Bruna Marquezine؛ ‏ پرتغالی برزیلی:[ˈbɾunɐ maʁkeˈzini]؛ ‏ ایتالیایی: [markeˈzini]؛ ‏ زادهٔ ۴ اوت ۱۹۹۵) بازیگر و مدل اهل برزیل است.
از فیلم‌ها یا مجموعه‌های تلویزیونی که وی در آن‌ها نقش داشته است، می‌توان به پادشاه سلامت باد و بلو بیتل اشاره نمود.